# Morró

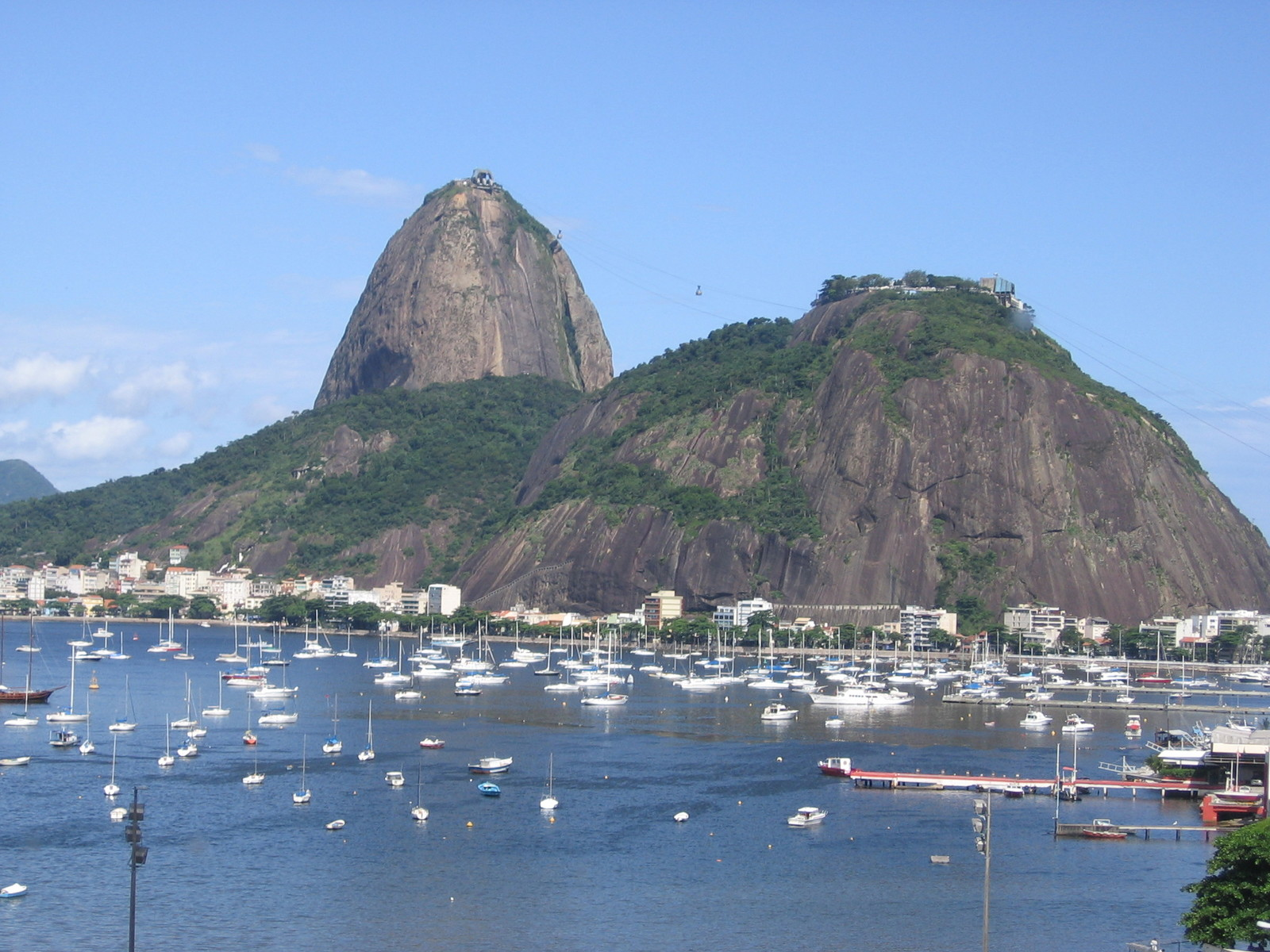
A riói Cukorsüveg-hegy

A morró egy a tenger közelében lévő felszíni forma, egy sziklamagaslat, ami gyakran igen magas és általában gömbölyded alakú. Anyaga főleg gránit vagy kvarc, mivel a puhább kőzeteket időközben lekoptatta az erózió.
Híresebb példái a Rio de Janeiró-i Cukorsüveg-hegy, illetve a Kaliforniában található Morro-szikla.